# 陳京 (嘉靖進士)
陳京（？年—？年），字世周，福建福州府怀安县人，民籍。明朝政治人物。

## 生平
嘉靖元年（1522年）壬午科福建鄉試舉人，嘉靖五年（1526年）丙戌科三甲一百九十八名進士，授大理寺评事，升寺正，出知浙江金华府，曾立碑禁止溺女婴，入觐京师，考察不及，辞官归乡。

## 家族
父陳克震，陳侃弟，成化七年辛卯舉人，官長史。陈京孫女陈氏名庄卿，周大乐未婚妻。